# Ignazio Marino
Ignazio Roberto Marino (ur. 10 marca 1955 w Genui) – włoski lekarz chirurg, specjalizujący się w transplantologii, polityk, senator, w latach 2013–2015 burmistrz Rzymu, poseł do Parlamentu Europejskiego X kadencji.

## Życiorys

### Wykształcenie i działalność zawodowa
W 1979 ukończył studia z zakresu medycyny i chirurgii na Katolickim Uniwersytecie Najświętszego Serca w Rzymie. Specjalizował się w zakresie chirurgii ogólnej i naczyniowej. Od 1983 do 1990 pracował na macierzystej uczelni (w ramach Polikliniki Gemelli). W tym czasie przez cztery lata szkolił się w renomowanych centrach transplantologii działających w ramach University of Cambridge oraz University of Pittsburgh. Na tej drugiej uczelni objął następnie stanowisko profesora, podejmował też pracę w uniwersyteckim centrum medycznym i w szpitalu dziecięcym w Pittsburghu. Pełnił dyrektorskie funkcje w uczelnianych instytutach medycznych. W 2002 został profesorem chirurgii na Thomas Jefferson University w Filadelfii, powierzano mu stanowiska dyrektora oddziałów transplantologicznych w Thomas Jefferson University Hospital. Ignazio Marino uzyskiwał członkostwo w licznych stowarzyszeniach naukowych, a także radach redakcyjnych periodyków branżowych. Pełnił funkcję konsultanta przy krajowym komitecie transplantacyjnym i członka rady krajowego centrum transplantologii.
Brał udział w około 650 operacjach przeszczepiania narządów, specjalizując się w przeszczepianiu wątroby. Podejmował także próby ksenotransplantacji, w czerwcu 1992 i w styczniu 1993 wchodził w skład zespołu, który przeprowadził dwie operacje przeszczepienia człowiekowi wątroby pobranej od pawiana (obaj pacjenci zmarli w ciągu kilkudziesięciu dni). W 2001 dokonał pierwszej we Włoszech operacji przeszczepienia nerki pacjentowi będącemu nosicielem wirusa HIV.

### Działalność polityczna
W 2006 przyjął propozycję Demokratów Lewicy i z ich ramienia uzyskał mandat senatora XV kadencji. Przystąpił do współtworzonej przez to ugrupowanie Partii Demokratycznej, z jej listy w 2008 i w 2013 był wybierany do Senatu XVI oraz XVII kadencji. W 2009 ubiegał się bez powodzenia o przywództwo w partii, otrzymując poparcie na poziomie 14%.
W 2013 wygrał wybory na urząd burmistrza Rzymu, pokonując ubiegającego się o reelekcję Gianniego Alemanno. W październiku 2015 złożył rezygnację po ujawnieniu m.in. wydatków na cele prywatne z funduszy miejskich. Wkrótce cofnął rezygnację, co doprowadziło do złożenia mandatów przez ponad połowę radnych miejskich. Został wówczas zastąpiony przez rządowego komisarza. W 2016 Ignazio Marino został uniewinniony od zarzutów defraudacji.
W 2024 z ramienia lewicowej koalicji AVS (jako przedstawiciel Europa Verde) został wybrany w skład Europarlamentu X kadencji.